# مادی نیاصرم

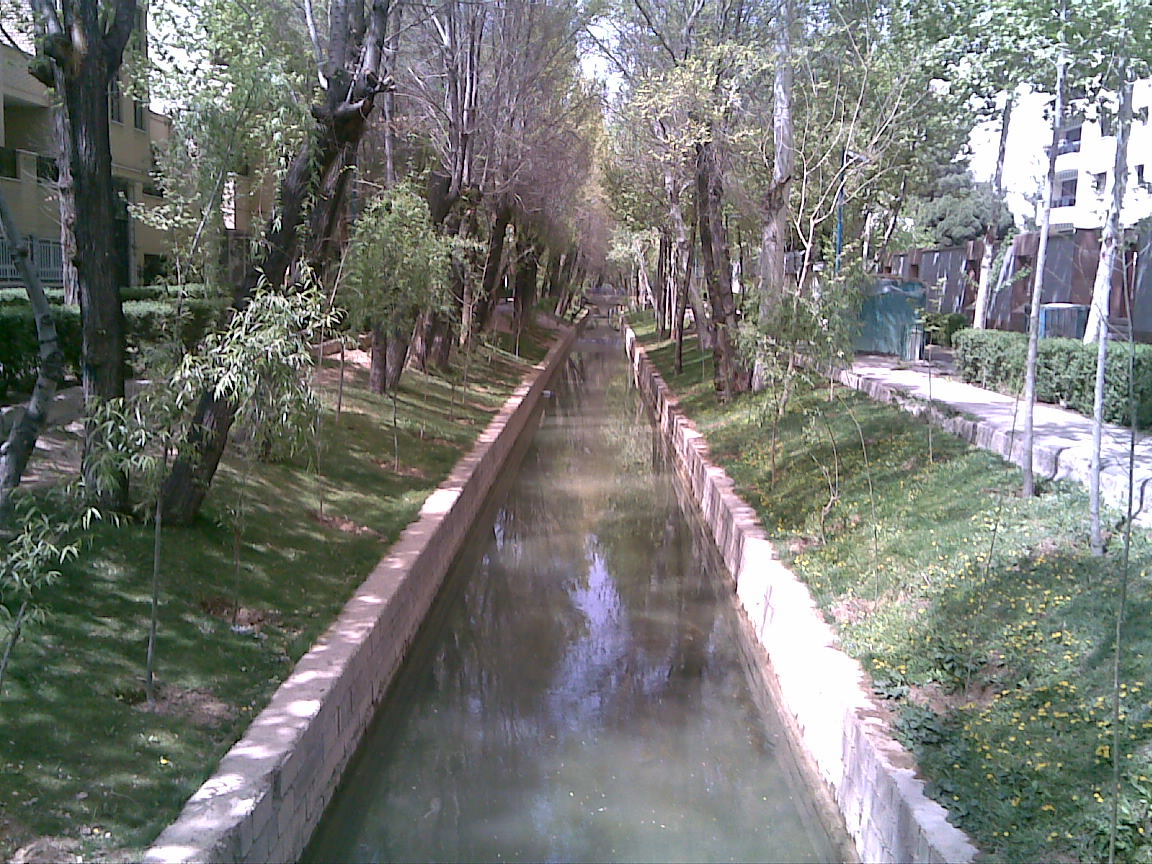
مادی نیاصرم

مادی نیاصرم نام یکی از مادی‌های شهر اصفهان است.
این مادی در داخل شهر اصفهان در نزدیکترین فاصله نسبت به زاینده‌رود قرار گرفته‌است و پرآب‌ترین مادی اصفهان بوده‌است. این مادی از کنار پل مارنان سرچشمه گرفته با ادامه مسیر خود به سمت بزرگمهر به سه انشعاب تقسیم شده که یکی به سمت شاهزید (هشت بهشت شرقی) و دو انشعاب دیگر به سمت خیابان مشتاق دوم به سمت زمینهای کشاورزی رفته‌است. مادی «نیاصرم» پس از عبور از خیابانهای صائب، شهید بهشتی، اردیبهشت، ابوذر، آیت الله شمس‌آبادی، چهارباغ، فردوسی، خواجو، مشتاق و بزرگمهر، در محله مهرآباد دو شاخه می‌شود. شاخه ای به نام «مادی سنگ» به سمت شمال شرقی رفته و بعد از گذر از خیابان ۲۲ بهمن به مادی علیرضاخان می‌ریزد. شعبه اصلی هم به مسیر خود ادامه داده و پس از گذر از بزرگراه شهید آقابابایی وارد محدوده شهرستان شده و برای مشروب کردن اراضی منطقه به چند قسمت تقسیم می‌شود.
بر اساس طومار شیخ بهایی سهم آب مادی نیاصرم ۱۹۴ سهم است و زمینهای خوراسگان، پزوه، ابهر، بوزان، محمدآباد، شهرستان، خاتون آباد، چنگان و تا نزدیکی سروشفادران را سیراب می‌کند. مادی نیاصرم در مسیر خود از کنار آرامگاه صائب تبریزی در خیابان صائب و سازمان انتقال خون در میدان خواجو و از داخل ساختمان صدا و سیمای مرکز اصفهان در خیابان شهدای خواجو عبور می‌کند. از پُلهای بسیار معروف اصفهان «پل شیری» است که در محل تقاطع خیابان صائب و شهید مطهری بر روی مادی نیاصرم قرار دارد.